# Chalciope delta
Chalciope delta är en fjärilsart som beskrevs av Jean Baptiste Boisduval 1833. Chalciope delta ingår i släktet Chalciope och familjen nattflyn. Inga underarter finns listade i Catalogue of Life.